# Blenniella caudolineata
Blenniella caudolineata är en fiskart som först beskrevs av Günther, 1877.  Blenniella caudolineata ingår i släktet Blenniella och familjen Blenniidae. Inga underarter finns listade.